# امامزاده محمد مشهد سرا
امامزاده محمد مشهد سرا مربوط به سدهٔ ۷ و ۸ ه.ق است و در شهرستان بابل، بخش گتاب، روستای مشهد سرا واقع شده و این اثر در تاریخ ۱۱ مرداد ۱۳۸۴ با شمارهٔ ثبت ۱۲۵۵۳ به‌عنوان یکی از آثار ملی ایران به ثبت رسیده است.